# Dům u Čtyř mamlasů
„Dům u Čtyř mamlasů” ("Dom Czterech Gigantów", "Dom z Czterema Atlantami" czasami błędnie tłumaczony jako "Dom Czterech Mamlasów") – kamienica mieszczańska przy Náměstí Svobody w Brnie, w Czechach, zbudowana w latach 1901–1902 dla fundacji Gerstbauera. Fasadę zaprojektował Germano Wanderley, zaś czterej atlanci projektu A. Tomoli stanowią o wyjątkowej atrakcyjności i popularności budynku. Na parterze znajduje się dzisiaj tradycyjna cukiernia.